# پاتر پانچالی (رمان)
پاتر پانچالی (به بنگالی: পথের পাঁচালী) یک کتاب از سری بیچیترا، اثر بیبوتیبوشان باندوپادهای است که اولین بار در ۱۹۲۹ منتشر شد. از روی این کتاب، فیلم پاتر پانچالی اثر ساتیاجیت رای ساخته شده است.